# Charles Jarrott
Charles Jarrott (Londres, Anglaterra, 16 de juny de 1927 − Woodland Hills, Califòrnia, Estats Units, 4 de març de 2011) va ser un director i guionista anglès.

## Biografia
Tot i que Anna dels mil dies va ser nomenada per diversos premis, el crític Pauline Kael va escriure en el seu llibre Reeling  (Warner Books, p. 198) que com a director, Jarrott no va tenir cap estil o personalitat, i que va ser només un director de trànsit No obstant això, la seva següent pel·lícula Mary, Queen of Scots, va ser nominada per sis Oscars i diversos Globus d'Or.
Jarrott era fill del pilot de carreres anglès i home de negocis Charles Jarrott, i va estar casat amb l'actriu Katharine Blake.
Jarrott va morir el 4 de març de 2011 de càncer de pròstata.

## Filmografia[3]

### Director

#### Cinema
- 1969: Anna dels mil dies (Anne of the Thousand Days)
- 1971: Mary, Queen of Scots
- 1973: Horitzons perduts (Lost Horizon)
- 1974: The Dove
- 1976: Escape from the Dark
- 1977: The Other Side of Midnight
- 1980: The Last Flight of Noah's Ark
- 1981: Condorman
- 1981: The Amateur
- 1986: The Boy in Blue
- 1997: The Secret Life of Algernon
- 2001: Turn of Faith

#### Televisió
- 1965: Tea Party (TV)
- 1965: The Snowball (TV)
- 1968: The Strange Case of Dr. Jekyll and Mr. Hyde (TV)
- 1968: A Case of Libel (TV)
- 1968: If There Weren't Any Blacks You'd Have to Invent Them (TV)
- 1969: Male of the Species (TV)
- 1983: A Married Man (TV)
- 1986: Ike (TV)
- 1987: I Would Be Called John: Pope John XXIII (TV)
- 1987: Poor Little Rich Girl: The Barbara Hutton Story (TV)
- 1988: The Woman He Loved (TV)
- 1989: Till We Meet Again (fulletó TV)
- 1990: Night of the Fox (TV)
- 1991: Lucy & Desi: Before the Laughter (TV)
- 1991: Changes (TV)
- 1991: Yes Virginia, There Is a Santa Claus (TV)
- 1992: Lady Boss (TV)
- 1993: A Stranger in the Mirror (TV)
- 1994: Treacherous Beauties (TV)
- 1994: A Promise Kept: The Oksana Baiul Story (TV)
- 1995: At the Midnight Hour (TV)
- 1997: The Christmas List (TV)

### Guionista
- 1993: Morning Glory (TV)
- 1997: The Secret Life of Algernon

## Premis i nominacions

### Premis
- 1970: Globus d'Or al millor director per Anna dels mil dies.[4]
- 1998: Premi a la millor pel·lícula de comèdia al Festival de cinema de Breckenridge per The Secret Life of Algernon